# Muaro Aie
Muaro Aie is een bestuurslaag in het regentschap Zuid-Pesisir van de provincie West-Sumatra, Indonesië. Muaro Aie telt 388 inwoners (volkstelling 2010).